# 熊本医科大学 (旧制)
旧制熊本医科大学 （きゅうせいくまもといかだいがく） は、1929年 （昭和4年） 5月に設立された旧制官立大学。略称は「熊本医大」。
本項は、私立熊本医学校・旧制私立熊本医学専門学校・旧制熊本医学専門学校（熊本医専）・旧制熊本県立医科大学などの前身諸校を含めて記述する。

## 概要
同窓会
「熊杏会」（ゆうきょうかい）と称され、熊本大学医学部に継承されている。

## 沿革
- 宝暦6年12月[1]（1756年1月） - 肥後藩藩主細川重賢が飽田郡古町村に医学寮を創設、「再春館」と命名（翌年開講）[2]。
- 明治3年（1870年）
  - 6月 - 再春館での教授を差止め[2]。
  - 閏10月 - 熊本藩知事細川護久、熊本城出丸の古城に治療所を創設、長崎より蘭方医吉雄圭斎を招聘[3]。翌月、再春館の医学蔵書を移転[3]。
- 明治4年（1871年）
  - 2月 - 治療所の隣地に教育施設として医学所を創設（内藤泰吉が幹事に）。
  - 4月 - 吉雄の推薦で、教師として長崎医学校よりオランダ人医師マンスフェルトを招聘[3][4]。
  - 5月 - 治療所東側を「病院」、西側を「医学所」と改称[3]。
  - 7月 - 廃藩置県に伴い官立化、「医学校兼病院」（通称；古城医学校）と改称。吉雄圭斎辞任。
- 明治5年（1872年）- 種痘局設置[3]
- 1873年（明治6年）10月 - 前年10月の文部省達により官費廃止、公立化[3]。
- 1874年（明治7年）7月 - マンスフェルトが任期満了により帰国。
- 1875年（明治8年）11月 - 病院を下通町に移転し「公立通丁病院」と改称。医学校を廃し、生徒を病院内に収容。
- 1876年（明治9年）
  - 5月 - 田代文基が院長就任。
  - 10月 - 県立医学校が手取本町（元家老宅）に開校[4]（県立医学校の起源）、医学士三浦省軒が校長就任。
- 1877年（明治10年）2月 - 西南戦争により病院・医学校が焼失。その後田代は北岡に仮病院開設、三浦は本山の民家で治療。真宗東派管長大谷大教正の寄付金18,000円を基に、手取本町に病院建設を起工。
- 1878年（明治11年）
  - 4月 - 新病院竣工。翌5月開院[4]。赤鹿東作が院長就任。
  - 9月 - 県立医学校が手取本町に新築再興[4]。赤鹿が校長兼任。
- 1882年（明治15年）11月 - 甲種医学校の認可を受け、病院は医学校附属に。
- 1888年（明治21年）3月 - 勅令第148号により、県立医学校が廃止。附属病院は「県立病院」として独立。
- 1889年（明治22年）- 県立病院が廃止。その後、私立熊本病院として経営され、「春雨黌（しゅんうこう）」[5]と称する。
- 1891年（明治24年）10月 - 「私立九州学院医学部」が設立。
- 1896年（明治29年）9月 - 私立九州学院医学部が閉鎖。その後、熊本県の補助を受け、「私立熊本医学校」が創設。
- 1901年（明治34年）- 病院が本荘町に移転。
- 1904年（明治37年）2月 - 専門学校令により「私立医学専門学校」に昇格。
- 1912年（大正元年）- 本荘に新校舎が完成し、移転を完了。
- 1921年（大正10年）4月 - 県立移管により、「熊本県立医学専門学校」と改称。
- 1922年（大正11年）5月 - 大学令による大学に昇格し、「熊本医科大学」と改称。予科を設置。
- 1929年（昭和4年）
  - 4月 - 「熊本県立医科大学」と改称。
  - 5月 - 官立（国立）移管により、「熊本医科大学」と改称。
- 1935年（昭和10年）1月1日 - 附属病院本館写真室付近から出火。本館2200坪が焼失[6]。
- 1939年（昭和14年）
  - 5月 - 戦時体制下での軍医養成のため7帝大および他の官立6医大[7]とともに臨時附属医学専門部を設置。
  - 10月 - 附属体質医学研究所を設置。
- 1945年（昭和20年）
  - 7月 - 戦災により基礎教室・臨床教室・附属病院の木造病棟すべてを焼失。
  - 12月 - 熊本医科大学本部及び基礎教室が熊本城内二ノ丸旧軍用施設に、附属病院病室の一部が藤崎台元陸軍病院分院に移転。
- 1949年（昭和24年）
  - 5月29日 - 熊本市に昭和天皇の戦後巡幸。グラウンドが熊本市民奉迎場となった[8]。
  - 5月31日 - 国立大学設置法により、新制熊本大学が発足し、それに包括され、「熊本大学熊本医科大学」となる。
  - 熊本医科大学の在学生が卒業するまで存続。新入生は熊本大学医学部生となる。
- 1950年（昭和25年）3月 - 臨時附属医学専門部が廃止。
- 1954年（昭和29年）3月 - 熊本医科大学最後の卒業式を挙行。
- 1960年（昭和35年）3月 - 法律第16号により、熊本医科大学が廃止。熊本大学医学部がその伝統を継承する。

## 関連文献
- 山崎正董編著『肥後医育史』•『同 補遺』1929年•1931年、鎮西医海時報社（復刻：大和学芸図書、2006年）